# K7리그 보령
K7리그 보령(K7 League Boryeong)은 대한민국 충청남도 보령시에서 진행되는 축구 대회이다.

## 역사
2017년에 '디비전7 보령시 리그'라는 이름으로 시작되었다. 2017년 시즌부터 단일 권역으로 6개 선수단이 참가하고 있다. 2017년 시즌부터 2018년 시즌까지 70분(전·후반 각 35분) 경기로 진행되었고, 2019년 시즌부터 60분(전·후반 각 30분) 경기로 진행되고 있다.

## 시즌별 결과
| 시즌   | 권역 | 선수단 | 우승                | 준우승                | 승격                | 비고                               |
| ------ | ---- | ------ | ------------------- | --------------------- | ------------------- | ---------------------------------- |
| 2017년 | 1개  | 6팀    | 보령 보화 파워즈 FC | 보령 한국지엠 하나 FC | 보령 보화 파워즈 FC | 승격팀은 2018년 K6리그 충남에 참가 |
| 2018년 | 1개  | 6팀    |                     |                       |                     |                                    |
| 2019년 | 1개  | 6팀    |                     |                       |                     |                                    |

## 같이 보기
- K7리그